# Monstrilla canadensis
Monstrilla canadensis är en kräftdjursart som beskrevs av Mcmurrich 1917. Monstrilla canadensis ingår i släktet Monstrilla och familjen Monstrillidae. Inga underarter finns listade i Catalogue of Life.